# Emilia Fahlin
Emila Fahlin (24. oktober 1988) er en svensk cykelrytter, der kører for Arkéa-B&B Hotels Women. Hun har vundet det svenske mesterskab både i linjeløb og enkeltstart. Hun deltog ved Sommer-OL 2012 i kvindernes linjeløb, hvor hun endte på en 19. plads, og i kvindernes enkeltstart, hvor hun endte på en 14. plads.

## Meritter
Kilde:
2005
1.  Svenske mesterskaber i landevejsløb for juniorer
2. plads i Svenske mesterskaber i enkeltstart for juniorer
2006
3. plads i Svenske mesterskaber i landevejsløb for juniorer
2007
1. plads Skandisloppet (Elite/U23)
2008
1. plads  National Road Race Championships
1. plads sammenlagt Svanesunds 3-dagars
Vinder af etape 1, 2 & 4
Vinder af etape 3 Redlands Bicycle Classic
Vinder af 1. etape (Holdkørsel (cykelsport)|holdkørsel) Giro della Toscana Femminile -Memorial Michela Fanini
2. plads Suede Vargarda TTT
10. plads sammenlagt Tour de Pologne Feminin
2009
Vinder af  Svenske mesterskab i enkeltstart
Vinder af Tour of California Women's Criterium
7. plads Prijs Stad Roeselare
2. plads U23 European Championships, Individual Time Trial
2010
Vinder af  National Road Race Championships
Vinder af  National Time Trial Championships
Vinder af 1. etape (holdkørsel) Giro della Toscana Femminile
2. plads U23 Europæiske mesterskaber i enkeltstart
8. plads GP Mameranus
9. plads Chrono Gatineau
9. plads Chrono Champenois - Trophée Européen
9. plads VM i landevejscykling, enkeltstart
10. plads sammenlagt i Profile Ladies Tour
Vinder af Ung rytter klassifiakationen
2011
Vinder af  Svenske mesterskaber i enkeltstart
Vinder af Prologue, etaperne 2, 5 & 6 Tour Cycliste Féminin International de l'Ardèche
3. plads Svenske mesterskaber i linjeløb
9. plads i VM i enkeltstart
2012
Vinder af etape 4b Energiewacht Tour
Vinder af Nederhasselt
2. plads Svenske mesterskaber i linjeløb
3. plads Svenske mesterskaber i enkeltstart
2013
Vinder af  Svenske mesterskaber i linjeløb
5. plads Svenske mesterskaber i enkeltstart
9. plads Grand Prix de Dottignies
2014
4. plads Svenske mesterskaber i enkeltstart
4. plads Svenske mesterskaber i linjeløb
2015
4. plads ved VM i holdkørsel
2016
Vinder af Open de Suède Vårgårda